# Kvindesind (album)
 For alternative betydninger, se Kvindesind. (Se også artikler, som begynder med Kvindesind)
Kvindesind er et album udgivet af Anne Linnet i 1978, men indspillet i 1977, indeholdende Anne Linnets musikalske fortolkning af Tove Ditlevsens digtsamling af samme navn. Albummet udkom på CD i 1988. Blandt musikerne var Linnets mand Holger Laumann (tenorsax) og Jens Jørn Gjedsted (flygelhorn).